# Sha Tin District
Sha Tin District is een district van Hongkong. Hongkong heeft totaal achttien districten. Het district had in 2006 ongeveer 606.000 inwoners. De totale oppervlakte van het district is 69.46 km². Het ligt in het zuiden van de New Territories.

## Scholen
- Lok Sin Tong Young Ko Hsiao Lin Secondary School
- S.K.H. Tsang Shiu Tim Secondary School
- Baptist Lui Ming Choi Secondary School
- Hang Seng School of Commerce
- Sha Tin Government Secondary School
- Sha Tin Methodist Collage
- POH Chan Kai Memorial College
- Kwok Tak Seng Catholic Secondary School
- Shatin Tsung Tsin Secondary school
- Shatin Pui Ying College
- Sha Tin College - English Schools Foundation
- Renaissance College - English Schools Foundation
- Buddhist Wong Wan Tin College
- International Christian School of Hong Kong
- Immaculate Heart of Mary College